# Vito Bruschini
Vito Bruschini (Roma, 19 marzo 1943) è uno scrittore, autore televisivo e giornalista italiano.

## Biografia
Ha lavorato come sceneggiatore e aiuto regista in alcuni film degli anni settanta e ha diretto e sceneggiato il film Zanna Bianca e il grande Kid del 1977, che ha vinto il premio della giuria al Giffoni Film Festival. Negli anni ottanta ha scritto documentari e trasmissioni culturali per la televisione e video didattici per diverse collane editoriali. Ha inoltre insegnato regia presso l'accademia Rosebud, scuola privata di cinema e televisione e ha realizzato programmi televisivi per la piattaforma Sky.
Come giornalista ha diretto la rivista Quark Magazine e il mensile di ecoturismo Geos. Ha creato una società di servizi editoriali, con la quale ha realizzato inserti e allegati culturali per diverse testate editoriali e ha lavorato per la rivista di moda Audrey, per l'edizione cartacea del quotidiano Il Globo e per il mensile di orologi Kronos.
Ha diretto la pubblicazione interna delle Ferrovie dello Stato Diario delle ferrovie d'Italia (1839-2000): dalla Napoli-Portici all'ETR500 Edizioni Efeso, 2000. Ha scritto e diretto Sotto un cielo di bombe, proiezione di un documentario sul bombardamento di San Lorenzo intervallato dalle storie raccontate da 10 attori, rappresentato nell'ambito del "Festival del documentario storico", manifestazione romana del 2009. Ha pubblicato nel 2009 il romanzo The Father - Il padrino dei padrini. Nel 2011 Vallanzasca; nel 2012, La strage. Il romanzo di piazza Fontana; nel 2013,  Educazione criminale; nel 2014 I segreti del club Bilderberg. Il romanzo del potere; nel 2015 I cospiratori del Priorato, tutti con Newton Compton Editori.
Nel 2016, mentre Pietro Orlandi si rivolge a Papa Francesco per acquisire gli atti dell'inchiesta sulla scomparsa della sorella Emanuela Orlandi, Bruschini pubblica La verità sul caso Orlandi dal quale sarà liberamente tratto il film La verità sta in cielo di Roberto Faenza. The Father e Miserere sono stati opzionati da due produzioni cinematografiche per realizzare delle serie televisive. Nel 2022 ha vinto il premio del MIC come migliore sceneggiatura (insieme ad altre 12 su 251 proposte) con "La spiga di Re Salomone". I diritti di alcuni suoi romanzi sono stati venduti in nove nazioni.

## Filmografia
- Assistente alla regia per Fiorina la vacca (1972, regia di Vittorio De Sisti)
- Sceneggiatore insieme a Giuseppe Pulieri per Il testimone deve tacere (1974, regia di Giuseppe Rosati)
- Assistente alla regia per Ondata di piacere (1975, regia di Ruggero Deodato);
- Assistente alla regia e sceneggiatore insieme a Mario Brenta per Istantanea per un delitto (1975, regia di Mario Imperoli)
- Sceneggiatore insieme a Guido Zurli per Gola profonda nera (1976, regia di Guido Zurli)
- Sceneggiatore e regista per Zanna Bianca nel west (o Zanna Bianca e il grande Kid) (1977)
- Assistente alla regia per La banda Vallanzasca (1978, regia di Mario Bianchi)

### Documentari
- Autore e regista di I bambini e la natura
- Autore e regista di La fatica della tradizione
- Autore e regista di La via dei Garamanti (1987)
- Cronaca e storia. dal 1900 al 2000, Mondadori Video, (1990)
- Storia degli italiani. Dall'Unità al terrorismo con presentazione di Giorgio Bocca[7] (4 videocassette), Libera Informazione Editrice, 1998, supplementi al settimanale Avvenimenti.

## Pubblicazioni
- The Father. Il padrino dei padrini, Newton Compton Editori, 2009 (romanzo)
- Vallanzasca, Newton Compton Editori, 2011 (romanzo)
- La strage. Il romanzo di piazza Fontana, Newton Compton Editori, 2012 (romanzo)
- Educazione criminale, Newton Compton Editori, 2013 (romanzo)
- I segreti del club Bilderberg. Il romanzo del potere, Newton Compton Editori, 2013 (romanzo)
- Romanzo mafioso. (I Corleonesi), Newton Compton Editori, 2014 (romanzo)
- I cospiratori del Priorato, Newton Compton Editori, 2015 (romanzo)
- Il monastero del vangelo proibito, Newton Compton, 2016 (romanzo)
- La verità sul caso Orlandi, Newton Compton Editori, 2016 (romanzo)
- Rapimento e riscatto, Newton Compton Editori, 2017 (romanzo)
- Miserere. Attentato in Vaticano, Newton Compton Editori, 2018 (romanzo)
- Il Traditore della mafia, [Newton Compton Editori], 2019 (romanzo)
- Miserere,[Pendragon - Giallo China], 2021 (graphic novel)
- Milla,[Edizioni NPE], 2021 (graphic novel)